# 5歳の私は、クラスの男子から性被害を受けました。〜なんで言わないの?〜
『5歳の私は、クラスの男子から性被害を受けました。〜なんで言わないの？〜』は、ゆっぺによる日本の漫画。
「ライブドアブログ OF THE YEAR 2021」最優秀グランプリ受賞ブロガーの作者が、5歳の時に幼稚園で受けた「同級生からの性被害」の実体験を、ブログに連載していた漫画の書籍化である。「小児同士の性暴力問題」は、成人に「子どものすることだから」「男の子だから」などと認識され、被害を受けた子どもが問題を上げづらく、見過ごされやすい。本作は、子どもを取り巻く様々な「性の問題」について取り扱う。

## あらすじ
なんで言わないの?
30年以上前、5歳の時に引っ越し先の幼稚園に入園した翌日、作者は男子児童からいたずらを受ける。幼稚園教諭に被害を申告しても信じてくれない。その後、作者はその男子児童たちからプライベートパーツを触られたり、トイレの用便をのぞき見されてしまう。
“思春期の性”、あなたならどう向き合う?
中学1年生の女子（作者とは別人）は、学校内の出来事がきっかけで、同級生の男子とペアになる。だが、その男子は、次第に「性的な要求」を繰り返し、男子の親も隠蔽工作を行っていた。
おうちでの性教育、親はどう教える?
5歳の娘と3歳の息子、そしてお友達が、父親の隠していたエロ漫画雑誌を発見して、真似をしてしまう。
10代を狙う痴漢と戦った話
作者が学生時代、様々な痴漢男性に遭遇した体験と、どう対策したのか。
中1伝わらない性教育
中学1年生への、先生からの性教育が、表現がぼかされすぎていて、当人には何をどうすれば良いのかが全く伝わっていなかった。
子どもがいじめられたら、親はどうする？
作者の長女が、同級生女子にいじめられていた。嫌われるのを覚悟で親がとった行動とは。

## 書誌情報
- ゆっぺ『5歳の私は、クラスの男子から性被害を受けました。～なんで言わないの？～』扶桑社、2023年1月27日。ISBN 978-4-5940-9315-0。

## 読者の反応
本作の編集者は、「女子SPA!」でブログ記事を紹介したとき、「自分も同じ経験をした」という反響が多数寄せられたことに驚いた。子ども時代に性被害を経験しても、親に助けてもらえず、自分の中に封印していた記憶を、本作で思い出して「分かってくれる人がいたんだ」という救いが見えたのではないかと言った。